# Драгиша Недовић
Драгиша Недовић (Крагујевац, 20. јул 1916 — Крагујевац, 31. јануар 1966) био је српски композитор, музичар и песник (текстописац).

## Биографија

### Детињство и младост
Рођен је у Крагујевцу, у сиромашној градској породици од оца Андреје и мајке Гине. Са шеснаест година одлучује да крене пешке из Крагујевца на пут "како би народ чуо његову музику". Са собом носи само гитару. Пут га одводи у Босну, где пише севдалинке: „У лијепом старом граду Вишеграду“, „Из Босне се једна песма чује“, „Босанске ме пјесме занијеше“, „Прођох Босном кроз градове“... које су одавна постале трајна музичка баштина.
После Босне, путовао је по Далмацији, где, инспирисан морем и бродовима, пише песме у духу далматинских народних песама: „О, липа ти незнанко“, „О, бродићу бели“, „Маре, Маре, срићо моја“ (Кад си била мала Маре).
По повратку у Србију, ствара низ песама које су временом добиле статус изворних: „Стани, стани, Ибар водо“, „Обраше се виногради доле крај Тополе“, „Лепе ли су нано Гружанке девојке“, „На Морави воденица стара“, „Јесен прође, ја се не ожених“, „Ајд' д' идемо Радо“, „Сиромах сам, друже“, „Хармонико моја“ и многе друге.

### Други светски рат
У Крагујевцу га затиче Други светски рат. Изведен је на стрељање у Шумарицама, међутим, један од Немаца га препознаје као композитора. Драгиша је био депортован у немачки град Дормаген. У Дормагену као ратни заробљеник проводи четири године. После завршетка рата, Недовић се враћа у родни град, и сазнаје да је велики број његових текстова уништен.

## После рата
Ипак, наставља да компонује и пише песме. Са пријатељима оснива прво Удружење композитора и писаца песама са народним мотивима, а 1950. године оболева на плућима. Пише тужну песму „Плућа су ми болна“, која је забрањена за јавно извођење због великог броја самоубистава. Умире 16 година касније од инфаркта. Иза себе оставља двоје деце, сина Александра и ћерку Раду.

## Значај
Посебан печат који ће оставити у историји музике, огледаће се и у великој заоставштини од преко четири стотине песама, без којих данас не прође ниједна светковина у Србији, које се свакодневно могу чути на Башчаршији, као и у далматинском приморју.
Добри познаваоци српске музичке историје наглашавају да је Драгиша Недовић, као самоук музичар, спевао бесмртну песму „У лијепом стару граду Вишеграду“ које се, како то рече један Недовићев пријатељ, „не би постидео ни сам Алекса Шантић“.
Ова песма, која за већину људи и данас слови као изворна, написана је 1936. године и заштићена под именом „Јутрос рано слушам“ (У лијепом стару граду Вишеграду). По први пут је отпевао Химзо Половина средином педесетих година. Али више од 60. година ова песма певана је оскрнављена, јер је из ње избачена строфа у којој се говори о његовом повратку у Србију:
Устај, испрати ме, морам да путујем/
у Србију идем, своме родном граду/
за тобом ћу Кико, вечно да тугујем/
зашто сам те саму оставио младу/.
У Врњачкој Бањи се сваке године, почев од 2006, одржава фестивал народне музике назван по Драгиши Недовићу.
Најављено је подизање споменика Недовићу у Крагујевцу.

## Песме
Написао је преко 400 песама.
- Ајд' идемо Радо
- Башто моја, пуна ли си цвећа
- Београде, граде на Дунаву
- Босанске ме пјесме занијеше
- Зарудела зора на Морави
- Засвирај ми стара фруло
- Ја посадих једну ружу белу
- Јесен прође, ја се не ожених
- Јесил' чуо мили роде
- Јорговане, цвеће најмилије
- Јутрос ми је ружа процветала
- У лијепом старом граду Вишеграду
- Стани, стани Ибар водо
- Из Босне се једна песма чује
- Ја већ давно немам сна
- Кад си била мала Маре
- Коме шумиш, ој Мораво
- Косио сам сено доле код Мораве
- Лепе ли су нано Гружанке девојке
- Лепо ти је бити чобаница
- Ливаде су процветале
- Мислио сам да је живот
- На Морави воденица стара
- Ој, девојко, дивна ли си
- Обраше се виногради
- Одраст'о сам доле крај Мораве
- Плућа су ми болна
- По чему се Шумадија познаје
- Прођох Босном кроз градове (коаутор Раде Јовановић)
- Растадох се Шумадијо
- Сиромах сам, друже
- Скоро ће јесен, сви се момци жене
- Стаде се цвијеће росом китити
- Танко, танко, Танкосава
- Теци, теци, хладна Јасенице
- Текла река Лепеница
- Ти ме спремаш, мила мајко
- У Тополи грожђе беру
- Ужелех се, мајко, Београда
- Хармонико моја